# ルネ・デカルト
ルネ・デカルト（仏: René Descartes、1596年3月31日 - 1650年2月11日）は、フランス生まれの哲学者、数学者。合理主義哲学の祖であり、近世哲学の祖として知られる。
ラテン語名はレナトゥス・カルテシウス（羅: Renatus Cartesius）である。
デカルト座標系（仏: système de coordonnées cartésiennes、英: Cartesian coordinate system）、デカルト積（英: Cartesian product）のようにデカルトの名がついたものにカルテジアン（英: Cartesian）という表現が用いられる。
デカルト主義者もカルテジアン（仏: Cartésien、英: Cartesian）と呼ばれる。

## 概要
考える主体としての自己（精神）とその存在を定式化した「我思う、ゆえに我あり」は哲学史上で最も有名な命題の一つである。そしてこの命題は、当時の保守的思想であったスコラ哲学の教えであるところの「信仰」による真理の獲得ではなく、人間の持つ「自然の光（理性）」を用いて真理を探求していこうとする近代哲学の出発点を簡潔に表現している。デカルトが「近代哲学の父」と称される所以である。
ただし、デカルトはそのすべてを信仰も根ざして考えており、著書『方法序説』においても神の存在証明を哲学的にしようと試みてさえいる。
初めて哲学書として出版した著作『方法序説』（1637年）において、冒頭が「良識 (bon sens) はこの世で最も公平に配分されているものである」という文で始まるため、思想の領域における人権宣言にも比される。
また、当時学術的な論文はラテン語で書かれるのが通例であった中で、デカルトは『方法序説』を母語であるフランス語で書いた。その後のフランス文学が「明晰かつ判明」を指標とするようになったのは、デカルトの影響が大きい、ともいわれる。

## 生涯

### 生い立ち、学生時代
デカルトは1596年に、中部フランスの西側にあるアンドル＝エ＝ロワール県のラ・エーに生まれた。父はブルターニュの高等法院評定官であった。母からは、空咳と青白い顔色を受け継ぎ、診察した医師たちからは、夭折を宣告された。母は病弱で、デカルトを生んだ後13ヶ月で亡くなる。母を失ったデカルトは、祖母と乳母に育てられる。
1606年、デカルト10歳のとき、イエズス会のラ・フレーシュ (La Flèche) 学院に入学する。1585年の時点で、イエズス会の学校はフランスに15校出来ており、多くの生徒が在籍していた。その中でもフランス王アンリ4世自身が邸宅を提供したことで有名であるラ・フレーシュ学院は、1604年に創立され、優秀な教師、生徒が集められていた。
イエズス会は反宗教改革・反人文主義（反ヒューマニズム）の気風から、生徒をカトリック信仰へと導こうとした。そして信仰と理性は調和する、という考え（プロテスタントでは「信仰と理性は調和しない」とされる）からスコラ哲学をカリキュラムに取り入れ、また自然研究などの新発見の導入にも積極的であった。1610年に、ガリレオ・ガリレイが初めて望遠鏡を作り、木星の衛星を発見したとの知らせに、学院で祝祭が催されたほどである。ただし、哲学は神学の予備学としてのみ存在し、不確実な哲学は神学によって完成されると考えられていた。
デカルトは学院において従順で優秀な生徒であり、教えられる学問（論理学・形而上学・自然学）だけでなく占星術や魔術など秘術の類（たぐい）のものも含めて多くの書物を読んだ。そして、学問の中ではとりわけ数学を好んだ。カリキュラムの一つである哲学的討論においては数学的な手法を用いて相手を困らせた。のちにミニモ会士になり、終生の友人となるマラン・メルセンヌは、学院の先輩に当たる。
好んだ数学に対して、神学・スコラ学の非厳密性、蓋然性は際立ち、それを基礎にした学院の知識に対して、懐疑が生まれることになる。しかし、この学院での教育や教師たちに、デカルトは終生感謝の念を持ち続けた。
1614年、デカルトは18歳で学院を卒業する。その後ポワティエ大学に進み、法学・医学を修めた。1616年、デカルト20歳のとき、法学士の学位を受けて卒業する。この後2年間は、自由気ままに生活したと考えられる。パリで学院時代の友人であるメルセンヌに再会し、偉大な数学者フランシス＝ヴィエタ（ヴィエタについては#数学も参照）の後を継ぐものと騒がれた数学者クロード・ミドルジと知り合うなど、交際を広げた。

### 遍歴時代
デカルトは、学園を離れるとともに書斎で読まれるような「書物」を捨てた。そして、猶予のない決断を迫る「世間という大きな書物」の中に飛び込んでいくことを決意する。
1618年、デカルト22歳のとき、オランダに赴きナッサウ伯マウリッツの軍隊に加わる。ただし、八十年戦争は1609年に休戦協定が結ばれており、実際の戦闘はなかった。マウリッツの軍隊は近代化されており、ステヴィン等の優れた数学者、技師などの起用によって、新兵器の開発も盛んであったことが知られていた。デカルトは自然科学者との交流を求めて、マウリッツの軍隊を選んだとも考えられる。
1618年11月、オランダ国境の要塞都市ブレダにおいて、イザーク・ベークマンという、医者でありながら自然学者・数学者としての幅広い知識をもつ人物に出会う。ベークマンは、原子・真空・運動の保存を認める近代物理学に近い考えを持っていた。コペルニクスの支持者でもあった。ベークマンは青年デカルトの数学の造詣の深さに驚き、そしてデカルトは、感化されるところまではいかないものの、学院を卒業以来久しい知的な刺激を受けた。このときの研究の主題は、物理学の自由落下の法則・水圧の分圧の原理・三次方程式の解法・角の三等分のための定規の考案などである。処女作となる『音楽提要』はベークマンに贈られる。
1619年4月、三十年戦争が起こったことを聞いたデカルトは、この戦いに参加するためにドイツへと旅立つ。これは、休戦状態の続くマウリッツの軍隊での生活に退屈していたことも原因であった。フランクフルトでの皇帝フェルディナント2世の戴冠式に列席し、バイエルン公マクシミリアン1世の軍隊に入る。
1619年10月からノイブルクで炉部屋にこもり、精神力のすべてをかけて自分自身の生きる道を見つけようとする。そして11月10日の昼間に、「驚くべき学問の基礎」を発見し、夜に3つの神秘的な夢をみる。

### パリでの交流
1623年から1625年にかけて、ヴェネツィア、ローマを渡り歩く。旅を終えたデカルトはパリにしばらく住む。その間に、メルセンヌを中心として、亡命中のホッブズ、ピエール・ガッサンディなどの哲学者や、その他さまざまな学者と交友を深める。
そして、教皇使節ド・バニュの屋敷での集まりにおいて、彼は初めて公衆の面前で自分の哲学についての構想を明らかにすることになる。そこにはオラトリオ修道会の神父たちもいた。その創立者枢機卿ド＝ベリュルはデカルトの語る新しい哲学の構想を理解し、それを実現させるべく努めることがデカルトの「良心の義務」だとまでいって、研究に取り組むことを強く勧めた。1628年、オランダ移住直前に、自らの方法について考察して『精神指導の規則』をラテン語で書く。未完である。

### オランダでの隠棲時代
1628年にオランダに移住する。その理由は、この国が八十年戦争によって立派な規律を生み出しており、最も人口の多い町で得られる便利さを欠くことなく、「孤独な隠れた生活」を送ることができるためであった。
32歳のデカルトは、自己の使命を自覚して本格的に哲学にとりかかる。この頃に書かれたのが『世界論』（『宇宙論』）である。これは、デカルトの機械論的世界観をその誕生から解き明かしたものであった。しかし、1633年にガリレイが地動説を唱えたのに対して、ローマの異端審問所が審問、そして地動説の破棄を求めた事件が起こる。これを知ったデカルトは、『世界論』の公刊を断念した。
1637年、『方法序説』を公刊する。
1641年、デカルト45歳のとき、パリで『省察』を公刊する。この『省察』には、公刊前にホッブズ、ガッサンディなどに原稿を渡して反論をもらっておき、それに対しての再反論をあらかじめ付した。『省察』公刊に前後してデカルトの評判は高まる。その一方で、この年の暮れからユトレヒト大学の神学教授ヴォエティウスによって「無神論を広める思想家」として非難を受け始める。
1643年5月、プファルツ公女エリーザベト（プファルツ選帝侯フリードリヒ5世の長女）との書簡のやりとりを始め、これはデカルトの死まで続く。エリーザベトの指摘により、心身問題についてデカルトは興味を持ち始める。
1644年、『哲学原理』を公刊する。エリーザベトへの献辞がつけられる。
1645年6月、ヴォエティウスとデカルトの争いを沈静化させるために、ユトレヒト市はデカルト哲学に関する出版・論議を一切禁じる。 
1649年『情念論』を公刊する。

### 最後の旅

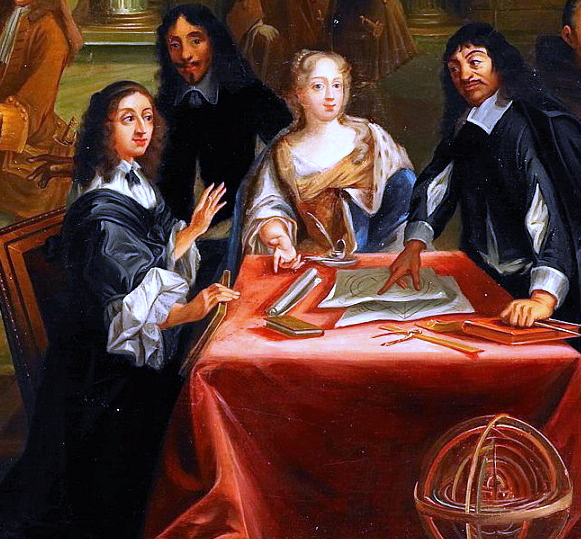
クリスティーナ（左）とデカルト（右）

1649年の初めから2月にかけて、スウェーデン女王クリスティーナから招きの親書を3度受け取る。そして、4月にはスウェーデンの海軍提督が軍艦をもって迎えにきた。女王が冬を避けるように伝えたにもかかわらず、デカルトは9月に出発し、10月にはストックホルムへ到着した。
1650年1月から、女王のために朝5時からの講義を行う。朝寝の習慣があるデカルトには辛い毎日だった。2月にデカルトは風邪をこじらせて肺炎を併発し、死去した。デカルトは、クリスティーナ女王のカトリックの帰依に貢献した。
デカルトの遺体はスウェーデンで埋葬されたが、1666年にフランスのパリ市内のサント＝ジュヌヴィエーヴ修道院に移され、その後、フランス革命の動乱を経て、1792年にサン＝ジェルマン＝デ＝プレ教会に移された。

## 思想

### 哲学

#### 体系
『哲学の原理』の仏語訳者へ宛てた手紙の中に示されるように、哲学全体は一本の木に例えられ、根に形而上学、幹に自然学、枝に諸々のその他の学問が当てられ、そこには機械学、医学、道徳という果実が実り、哲学の成果は、枝に実る諸学問から得られる、と考えた。
デカルトの哲学体系は人文学系の学問を含まない。これは、『方法序説』第一部にも明らかなように、デカルトが歴史学・文献学に興味を持たず、もっぱら数学・幾何学の研究によって得られた明晰判明さの概念の上にその体系を考えたことが原因として挙げられる。これに対して後にヴィーコなどが反論することとなった。

#### 方法
ものを学ぶためというよりも、教えることに向いていると思われた当時の論理学に替わる方法を求めた。そこで、最も単純な要素から始めてそれを演繹していけば最も複雑なものに達しうるという、還元主義的・数学的な考えを規範にして、以下の4つの規則を定めた。
1. 明証的に真であると認めたもの以外、決して受け入れないこと。（明証）
2. 考える問題をできるだけ小さい部分にわけること。（分析）
3. 最も単純なものから始めて複雑なものに達すること。（総合）
4. 何も見落とさなかったか、全てを見直すこと。（枚挙 / 吟味）

### 形而上学

#### 方法的懐疑
幼児の時から無批判に受け入れてきた先入観を排除し、真理に至るために、一旦全てのものをデカルトは疑う。
この方法的懐疑の特徴として、2点挙げられる。1つ目は懐疑を抱くことに本人が意識的・仮定的であること、2つ目は一度でも惑いが生じたものならば、すなわち少しでも疑わしければ、それを完全に排除することである。つまり、方法的懐疑とは、積極的懐疑のことである。
この強力な方法的懐疑は、もう何も確実であるといえるものはないと思えるところまで続けられる。まず、肉体の与える感覚（外部感覚）は、しばしば間違うので偽とされる。また、「痛い」「甘い」といった内部感覚や「自分が目覚めている」といった自覚すら、覚醒と睡眠を判断する指標は何もないことから偽とされる。さらに、正しいと思っている場合でも、後になって間違っていると気付くことがあるから、計算（2+3=5のような）も排除される。そして、究極的に、真理の源泉である神が実は欺く神 (Dieu trompeur) で、自分が認める全てのものが悪い霊 (genius malignus)の謀略にすぎないかもしれない、とされ、このようにあらゆるものが疑いにかけられることになる。
この方法的懐疑の特徴は、当時の哲学者としてはほとんど初めて、「表象」と「外在」の不一致を疑ったことにある。対象が意識の中に現われている姿を表象と呼ぶが（デカルトは観念 仏：Idée と呼んでいた）、これはプラトンやアリストテレスにおいては外在の対象と一致すると思われていた。しかし、デカルトは方法的懐疑を推し進めることによって、この一致そのものを問題に付したのである。

#### コギト・エルゴ・スム

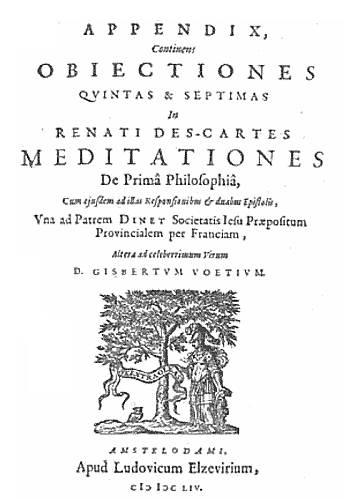
『省察』(1641年)

方法的懐疑を経て、肉体を含む全ての外的事物が懐疑にかけられ、純化された精神だけが残り、デカルトは、「私がこのように“全ては偽である”と考えている間、その私自身はなにものかでなければならない」、これだけは真であるといえる絶対確実なことを発見する。これが「私は考える、ゆえに私はある」Je pense, donc je suis（フランス語）である。ちなみに、有名な「我思う、ゆえに我あり」コギト・エルゴ・スム cogito ergo sum（ラテン語）とのラテン語表現は『真理の探究』でなされているが、これは第三者による訳で、デカルト自身がこのような表現をしたのは、後に彼がラテン語で執筆した『哲学原理』においてである。方法序説はラテン語訳が出版され、「Ego cogito, ergo sum, sive existo 」との表現がとらえている。詳細は同名の内部リンクを参照。
コギト・エルゴ・スムは、方法的懐疑を経て「考える」たびに成立する。そして、「我思う、故に我あり」という命題が明晰かつ判明に知られるものであることから、その条件を真理を判定する一般規則として立てて、「自己の精神に明晰かつ判明に認知されるところのものは真である」と設定する（明晰判明の規則）
のちのスピノザは、コギト・エルゴ・スムは三段論法ではなく、コギトとスムは単一の命題を言っているのであり、「私は思いつつ、ある」と同義であるとした。そのスピノザの解釈から、カントはエルゴを不要とし（デカルト自身もエルゴの不要性については考えていた）、コギト・エルゴ・スムは経験的命題であり自意識によるものだとした。

#### 神の存在証明
欺く神 (Dieu trompeur)・ 悪い霊 (genius malignus) を否定し、誠実な神を見出すために、デカルトは神の存在証明を行う。
1. 第一証明 - 意識の中における神の観念の無限な表現的実在性（観念の表現する実在性）は、対応する形相的実在性（現実的実在性）を必然的に導く。我々の知は常に有限であって間違いを犯すが、この「有限」であるということを知るためには、まさに「無限」の観念があらかじめ与えられていなければならない。
2. 第二証明 - 継続して存在するためには、その存在を保持する力が必要であり、それは神をおいて他にない。
3. 第三証明 - 完全な神の観念は、そのうちに存在を含む。（アンセルムス以来の証明）

悪い霊という仮定は神の完全性・無限性から否定され誠実な神が見出される。誠実な神が人間を欺くということはないために、ここに至って、方法的懐疑によって退けられていた自己の認識能力は改めて信頼を取り戻すことになる。
物体の本質と存在の説明も、デカルト的な自然観を適用するための準備として不可欠である。三次元の空間の中で確保される性質（幅・奥行き・高さ）、すなわち「延長」こそ物体の本質であり、これは解析幾何学的手法によって把捉される。一方、物体に関わる感覚的条件（熱い、甘い、臭いetc.）は物体が感覚器官を触発することによって与えられる。なにものかが与えられるためには、与えるものがまずもって存在しなければならないから、物体は存在することが確認される。しかし、存在するからといって、方法的懐疑によって一旦退けられた感覚によってその本質を理解することはできない。純粋な数学・幾何学的な知のみが外在としての物体と対応する。このことから、後述する機械論的世界観が生まれる。
明晰判明の規則は存在証明によって絶対確実な信念をもって適用され、更に物体の本質と存在が説明された後で、明晰判明に知られる数学的・力学的知識はそのまま外部に実在を持つことが保証される。結果、数学的・力学的世界として、自然は理解されることになる。コギトを梃子に、世界はその実在を明らかにされるのである。
なお、このような「神」は、デカルトの思想にとってとりわけ都合のよいものである。ブレーズ・パスカルはこの事実を指摘し、『パンセ』の中で「アブラハム、イサク、ヤコブの神。哲学者、科学者の神にあらず」とデカルトを批判した。すなわち、デカルトの神は単に科学上の条件の一部であって、主体的に出会う信仰対象ではない、というのである。

#### 心身合一の問題
1643年5月の公女エリーザベトからの書簡において、デカルトは、自身の哲学において実在的に区別される心（精神）と体（延長）が、どのようにして相互作用を起こしうるのか、という質問を受ける。この質問は、心身の厳格な区別を説くデカルトに対する、本質的な、核心をついた質問であった。それに対してデカルトは、心身合一の次元があることを認める。この書簡の後もデカルトは薄幸な公女の悩みや悲しみに対して助言をしたり、公刊された書物の中では見せなかった率直な意見を述べたりと、書簡のやり取りを続け、その間に情念はどのように生じ、どうすれば統御できるのか、というエリーザベトの問いに答える著作に取り組んだ。それは1649年の『情念論』として結実することになる。
『情念論』において、デカルトは人間を精神と身体とが分かち難く結びついている存在として捉えた。喉が痛いのは体が不調だからである。「痛い」という内部感覚は意識の中での出来事であり、外在としての身体と結びつくことは本来ないはずである。しかし、現実問題としてそれは常識である。デカルトはこの事実に妥協し、これらを繋ぐ結び目は脳の奥の松果腺において顕著であり、その腺を精神が動かす（能動）、もしくは動物精気 (esprits animaux) と呼ばれる血液が希薄化したものによって動かされる（受動）ことによって、精神と身体が相互作用を起こす、と考えた。そして、ただ生理学的説明だけに留まらず、基本的な情念を「驚き」「愛」「憎しみ」「欲望」「喜び」「悲しみ」の6つに分類した後、自由意志の善用による「高邁」の心の獲得を説いた。
デカルトが（能動としての）精神と（受動としての）身体との間に相互作用を認めたことと、一方で精神と身体の区別を立てていることは、論理の上で、矛盾を犯している。後の合理主義哲学者（スピノザ、ライプニッツ）らはこの二元論の難点を理論的に克服することを試みた。
1645年11月3日のエリーザベトへのデカルトの書簡を見てみると、デカルトは自身の哲学の二元性をあくまでも実践的・実際的問題として捉えていたことが窺われる。デカルトはその書簡において、自由意志と神の無限性が論理的には両立しないことを認めながら、自由意志の経験と神の認識が両立の事実を明らかにしていると書いている。

### 自然哲学

#### 機械論的世界観
デカルトは、物体の基本的な運動は、直線運動であること、動いている物体は、抵抗がない限り動き続けること（慣性の法則）、一定の運動量が宇宙全体で保存されること（運動量保存則）など、（神によって保持される）法則によって粒子の運動が確定されるとした。この考えは、精神に物体的な風や光を、宇宙に生命を見たルネサンス期の哲学者の感覚的・物活論的世界観とは全く違っており、力学的な法則の支配する客観的世界観を見出した点で重要である。
更にデカルトは、見出した物理法則を『世界論』（宇宙論）において宇宙全体にも適用し、粒子の渦状の運動として宇宙の創生を説く渦動説を唱えた。その宇宙論は、
- 宇宙が誕生から粒子の運動を経て今ある姿に達したという発生的説明を与えた
- 地上と、無限に広がる宇宙空間において同じ物理法則を適用した

という点で過去の宇宙論とは一線を画すものであった。
デカルトは見出した法則を数学的に定式化せず、また実験的検証を欠いたことで法則の具体的な値にも誤謬が多い。そのために科学史の上ではガリレイとニュートンの間で、独断論に陥った例として取り上げられることが多かった。しかし今日ではニュートンはデカルトの『哲学の原理』を熱心に読んでいたことが科学史家ヘリヴェルの研究によって明らかにされるなど、その位置付けが見直されている。
また、デカルトは動物機械論や身体機械論を唱え、これは人間機械論に影響を与えた。
デカルトは動物が痛みを感じる能力を否定する動物機械論を信じており、意識のある動物（主に犬が使用された）を生体解剖（生きたまま解剖）し、動物がもがき悲鳴をあげても、見学者に心配しないように伝え、動物のこれらの反応が、プログラムされた応答にすぎないと主張した。デカルトのこのような思想や行為が、のちの動物福祉運動や動物の権利運動に大きな影響を及ぼすことになる。

### 倫理学
デカルトは、『方法序説』「第三部」において、「備えのための道徳morale par provision」と呼ばれる幾つかの格律を立てた。これは、全般的な懐疑を遂行し自らの思想を再構築する思索を遂行している最中も、不決断に陥らずかつ幸福に生きることができるようにするためである。その三つは要約すると次のようになる。
1. 自国の法律や慣習に従い、幼い頃から親しんだ宗教を保持し続け、最も穏健で定評のある意見に従うこと
2. たとえ疑わしい意見に従う場合でも、一度従うと決断したらその行動指針を固く保つこと
3. 運命よりも自らに打ち克ち、世界の秩序より自らの欲望を変えるよう努めること

ただし上の三つの格律はあくまで哲学的探究の過程で従うべき生き方である。例えば第一格律に関しては、最終的には自らの判断力によって正しい意見を発見することが望ましく、定評ある意見に無条件に満足し続けるべきではない、とデカルトは断っている。

### 数学
2つの実数によって平面上の点の位置（座標）を表すという方法は、デカルトによって発明され、『方法序説』の中で初めて用いられた。この座標はデカルト座標と呼ばれ、デカルト座標の入った平面をデカルト平面という。デカルト座標、デカルト平面によって、後の解析幾何学の発展の基礎が築かれた。座標という考え方は今日、小学校の算数で教えられるほど一般的なものとなっている。
また、今日、数式の表記でアルファベットの最初の方 (a,b,c,…) を定数に、最後の方 (…,x,y,z) に未知数をあて、ある量（例えばx）の係数を左に（2x）、冪数を右に（{\displaystyle x^{3}}）に書く表記法はデカルトが始めた。
ちなみに、アルファベットを用いた数式というだけであれば、『解析術序論』を著したフランソワ・ビエトの方が先で、子音を定数に、母音を未知数にあてた。

## 歴史的影響

### 教会からの解放

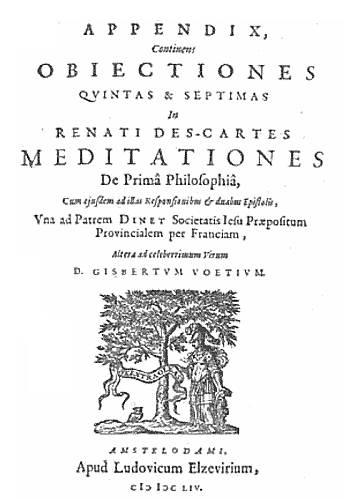
Cover of Meditations

デカルトはその新たな手法によって西洋哲学の流れを大きく変えたため、近代西洋哲学の父とみなされ、その基礎を築いた思想家の一人に数えられる 。中でも方法的懐疑を定式化した『第一哲学に関する諸省察』の最初の2篇は、デカルトの著作の中で特に近代の哲学に大きな影響を与えた 。 しかし当のデカルト本人は彼の考え方が歴史的にどれほど革命的であったかは理解していなかった。それでも哲学において「何が真実か」という議論を「何が疑えない事実か」という議論にシフトすることで、デカルトは間違いなくキリスト教的な神中心の真理探求を人間の理性に基づく真理探求へと変えた。
彼の論じた人文主義的な、人間性を重視した哲学の転換により、人間は主体的で、独立した理性を備える自由な存在と考えられるようになった。そしてこれは近代の学問の基礎を確立し、その影響は今もなお続いている。言い換えれば、中世のキリスト教的な真理や教会の教義から人類が解放され、人類が理性に基づき自ら法を作り、独立した主体としての立場をとるようになったのだ。近代においては、彼の影響から真理を保証するのはもはや神ではなく人間であるとの考えが強まった.。そうすることで、人間に対する見方は、神に従順な存在ではなく、理性的で主体的な存在へと近づいていった。そしてこのような観点の変化こそ、キリスト教的な中世から理性的な近代への転換であり、他の分野でも期待されていたことであったが、デカルトによって特に哲学の分野では顕著に現れるようになった。
この人間の理性を独立的なものとして確立したデカルトの人間中心主義的な観点は、啓蒙主義として、哲学がキリスト教と教会から離れるきっかけを作った。またマルティン・ハイデガーによれば、デカルトの視点は、その後のすべての人類学の基礎ともなったほど重要なものだという。このようにデカルトの哲学は、現代の人間中心主義や主観主義の原因になったと言われる。

### その他の評価
『方法序説』はデカルト存命中に500部の単行本として出版され、そのうち200部は彼自身のために確保された。同じような運命をたどったのは『省察』のフランス語版で、デカルトの死後も完売することはなかった。しかし、『省察』のラテン語版はヨーロッパの学者たちの間で熱狂的な人気をはくし、商業的な成功を収めた。
晩年に近づくにつれて、デカルトの存在は哲学界でよく知られていたものの、彼の著作を学校で教えることには賛否両論があった。例としてユトレヒト大学の医学部教授であったアンリ・ド・ロワは、デカルトの物理学を大学で教えたことで、同大学の学長であったギスバート・ヴォートから非難されることになる。
他にも、『省察』の英訳をしたことで知られるジョン・コッティンガムによれば、デカルトの『第一哲学に関する諸省察』は「西洋哲学の重要な文献のひとつ」であるとされている。またコッティンガムによれば、『省察』はデカルトの著作の中でも「最も広く研究されている」著作だという。
エコノミスト誌の元シニア・エディターで、『理性の夢』と『啓蒙の夢』の著者であるアンソニー・ゴットリーブによれば、デカルトとトマス・ホッブズが2020年代でも議論され続けている理由のひとつは、「科学の進歩は、私たち自身と私たちの宗教観にどう影響するか」、「政府は宗教の多様性にどう対処すべきか」といった問いに、彼らの哲学が深く関連するからだという。

### 薔薇十字団との関与
デカルトの薔薇十字団との関与については様々な議論がある。
彼のラテン語名の頭文字が、薔薇十字団員（ローゼンクロイツァー）の頭文字R.C.と結びついていることや、1619年に薔薇十字運動の中心地として有名なウルムに移り住んだこと、ドイツを旅している間に、薔薇十字団の兄弟結社に所属するヨハネス・ファウルハーバーと出会っていたことなどから様々な憶測が飛び交っている。
また、デカルトは『ポリビウスの数学的宝庫、世界市民』と題された作品を「世界中の学識ある人々、特にドイツの著名なB.R.C.（バラ十字の兄弟組織）」に献呈した。この作品は未完で、出版は不確かであるが、薔薇十字団との関与を示唆しているとされる。

## 著作
著作を時系列で並べると以下のようになる。

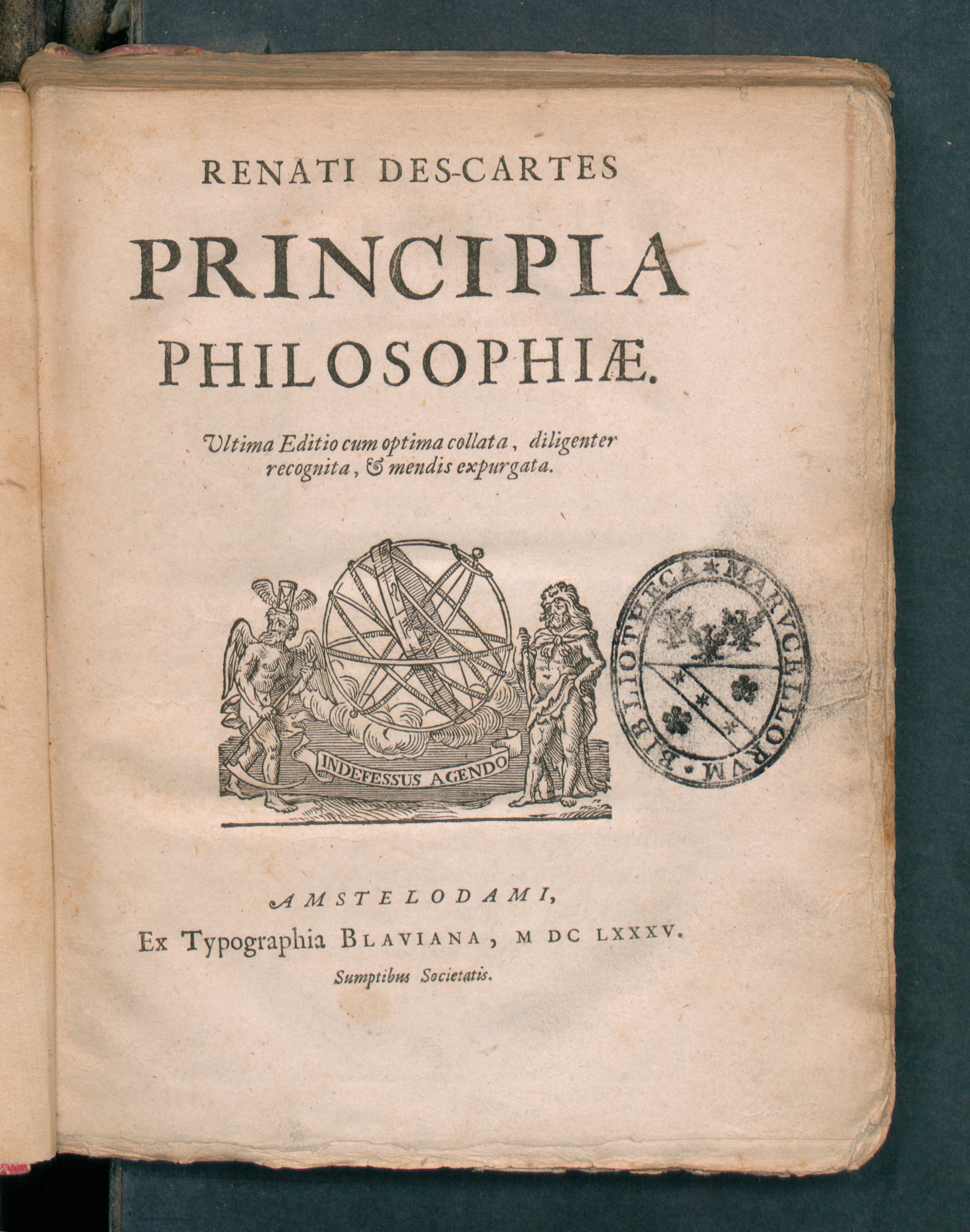
Principia philosophiae, 1685

- 1618年『音楽提要』Compendium Musicae
  - 公刊はデカルトの死後（1650年）である。
- 1628年『精神指導の規則』Regulae ad directionem ingenii
  - 未完の著作。デカルトの死後（1651年）公刊される。
- 1633年『世界論』Le Monde
  - ガリレオと同じく地動説を事実上認める内容を含んでいたため、実際には公刊取り止めとなる。デカルトの死後（1664年）公刊される。
- 1637年『みずからの理性を正しく導き、もろもろの学問において真理を探究するための方法についての序説およびこの方法の試論（屈折光学・気象学・幾何学）』Discours de la méthode pour bien conduire sa raison, et chercher la verité dans les sciences (La Dioptrique,Les Météores,La Géométrie)
  - 試論（屈折光学・気象学・幾何学）を除いて序説単体で読まれるときは、『方法序説』Discours de la méthode と略す。
- 1641年『省察』Meditationes de prima philosophia
- 1644年『哲学の原理』Principia philosophiae
- 1648年『人間論』Traité de l'homme
  - 公刊はデカルトの死後（1664年）である。
- 1649年『情念論』Les passions de l'ame

### 日本語訳
文庫版
- 谷川多佳子訳『方法序説』（岩波文庫、1997年、ワイド版2001年）ISBN 4003361318
- 谷川多佳子訳 『情念論』（岩波文庫、2008年）ISBN 4003361350
- 山田弘明訳・注解『省察』（ちくま学芸文庫、2006年）ISBN 4480089659
- 山田弘明ほか訳・注解『哲学原理』（ちくま学芸文庫、2009年）ISBN 4480092080
- 山田弘明訳・注解『方法序説』（ちくま学芸文庫、2010年）ISBN 4480093060
- 原亨吉訳・解説『幾何学』（ちくま学芸文庫、2013年）ISBN 4480095659
- 野田又夫訳『方法序説・情念論』（中公文庫、初版1974年、改版2019年）

岩波文庫で復刊されたテキスト
- 野田又夫訳『精神指導の規則』、ISBN 4003361342、改訳1974年
- 桂壽一訳『哲学原理』、ISBN 4003361334、古い訳文
- 三木清訳『省察』、ISBN 4003361326、戦前の訳
  - 岩波文庫旧版『方法序説』は、落合太郎訳

新書（再刊）判
- 野田又夫・井上庄七・水野和久・神野慧一郎訳 『方法序説・哲学の原理・世界論』（中央公論新社<中公クラシックス>、2001年）ISBN 4121600126
- 井上庄七・森啓・野田又夫訳 『省察・情念論』（中央公論新社<中公クラシックス>、2002年）ISBN 4121600339
- 三宅徳嘉・小池健男訳 『方法叙説』（白水社<白水Uブックス>、2005年）ISBN 4560720827

全集・著作集
- 『デカルト著作集』全4巻（白水社、増補版1993年、2001年）
- 『デカルト医学論集』（法政大学出版局、2017年）
- 『デカルト数学・自然学論集』（法政大学出版局、2018年）

書簡
- 『デカルト全書簡集』全8巻（知泉書館、2012‐2016年）
  - 現存しているデカルト往復書簡は730通余りである

- 『デカルト　ユトレヒト紛争書簡集』山田弘明・持田辰郎・倉田隆訳（知泉書館、2017年）
- 『デカルト・エリザベト王女等の書簡集』フーシェ・ド・カレイユ編著、山田弘明訳（知泉書館、2023年）